# Потрусовское сельское поселение
Потру́совское се́льское поселе́ние — упразднённое муниципальное образование в составе Парфеньевского района Костромской области России.
Административный центр — село Потрусово.

## История
Потрусовское сельское поселение образовано 30 декабря 2004 года в соответствии с Законом Костромской области № 237-ЗКО, установлены статус и границы муниципального образования.
Законом Костромской области от 11 июля 2017 года № 271-6-ЗКО 24 июля 2017 года были преобразованы, путём их объединения, Потрусовское и Парфеньевское сельские поселения — в Парфеньевское сельское поселение с административным центром в селе Парфеньево.

## Население
| 2008 | 2010 | 2012 | 2013 | 2014 | 2015 | 2016 | 2017 |
| ---- | ---- | ---- | ---- | ---- | ---- | ---- | ---- |
| 186  | ↘170 | ↗173 | ↘170 | ↗191 | ↘190 | ↘181 | ↘176 |

## Состав сельского поселения
| № | Населённый пункт | Тип населённого пункта       | Население |
| - | ---------------- | ---------------------------- | --------- |
| 1 | Дьяково          | деревня                      | →0        |
| 2 | Курьяново        | деревня                      | →0        |
| 3 | Потрусово        | село, административный центр | ↗189      |
| 4 | Федюшино         | деревня                      | ↗1        |